# Mole Valley
Mole Valley is een Engels district in het shire-graafschap (non-metropolitan county OF county) Surrey en telt 87.000 inwoners. De oppervlakte bedraagt 258 km².
Van de bevolking is 19,0% ouder dan 65 jaar. De werkloosheid bedraagt 1,6% van de beroepsbevolking (cijfers volkstelling 2001).

## Steden
- Dorking
- Leatherhead

## Plaatsen in district Mole Valley
- Abinger Common
- Abinger Hammer
- Ashtead
- Beare Green
- Coldharbour
- Fetcham
- Forest Green
- Great Bookham
- Holmbury St Mary
- Little Bookham
- Westcott
- Westhumble

## Civil parishesin district Mole Valley
Abinger, Betchworth, Brockham, Buckland, Capel, Charlwood, Headley, Holmwood, Leigh, Mickleham, Newdigate, Ockley, Wotton.